# Amos Lane
Amos Lane (* 1. März 1778 bei Aurora, Cayuga County, New York; † 2. September 1849 in Lawrenceburg, Indiana) war ein US-amerikanischer Politiker. Zwischen 1833 und 1837 vertrat er den Bundesstaat Indiana im US-Repräsentantenhaus.

## Werdegang
Amos Lane besuchte die öffentlichen Schulen seiner Heimat. Nach einem anschließenden Jurastudium und seiner Zulassung als Rechtsanwalt begann er ab 1808 in Lawrenceburg in diesem Beruf zu arbeiten. Zwischenzeitlich zog er nach Burlington in Kentucky. Im Jahr 1814 kehrte er nach Lawrenceburg zurück. Gleichzeitig begann er eine politische Laufbahn. In den Jahren 1816 und 1817 war er Abgeordneter im Repräsentantenhaus von Indiana und zeitweise Speaker dieser Kammer.
Lane schloss sich der Bewegung um Präsident Andrew Jackson an und wurde Mitglied der von diesem 1828 gegründeten Demokratischen Partei. Bei den Kongresswahlen des Jahres 1832 wurde er im damals neugeschaffenen vierten Wahlbezirk von Indiana in das US-Repräsentantenhaus in Washington, D.C. gewählt, wo er am 4. März 1833 sein neues Mandat antrat. Nach einer Wiederwahl konnte er bis zum 4. März 1837 zwei Legislaturperioden im Kongress absolvieren. Diese waren von den Diskussionen über die Politik von Präsident Jackson bestimmt. Dabei ging es um die umstrittene Durchführung des Indian Removal Act, die Nullifikationskrise mit dem Staat South Carolina und die Bankenpolitik des Präsidenten.
1836 verlor Lane gegen George H. Dunn von der Whig Party. In den folgenden Jahren praktizierte er wieder als Anwalt. Im Jahr 1839 wurde er noch einmal in das Repräsentantenhaus von Indiana gewählt, dessen Präsident er anschließend wurde. Er starb am 2. September 1849 in Lawrenceburg. Amos Lane war der Vater von James Henry Lane (1814–1866), der Kongressabgeordneter für Indiana, US-Senator für Kansas und General der Union im Sezessionskrieg war.